# McLaren P1
McLaren P1 – hybrydowy hipersamochód produkowany pod brytyjską marką McLaren w latach 2013 – 2015.

## Historia i opis modelu

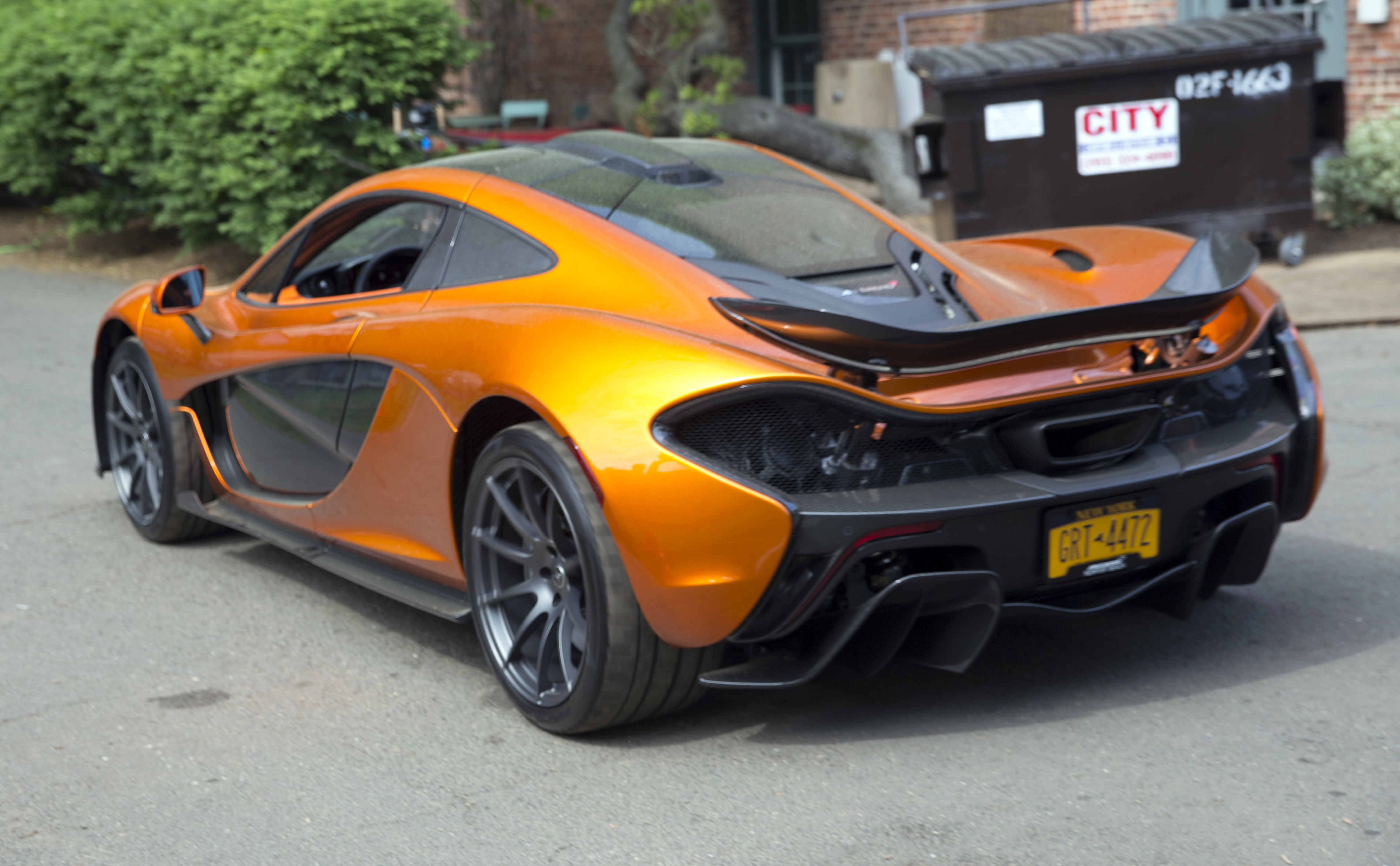
McLaren P1

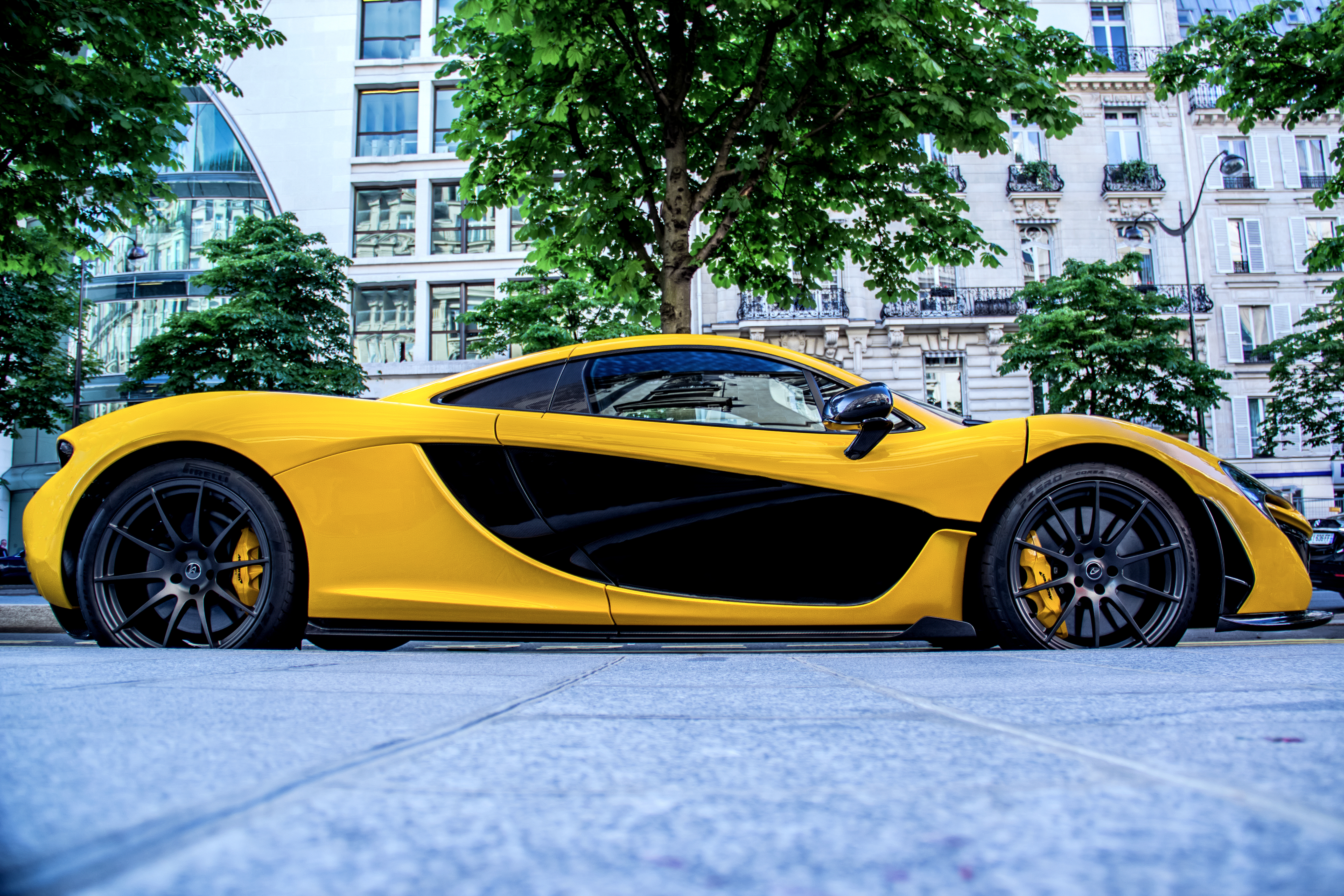
McLaren P1 - sylwetka

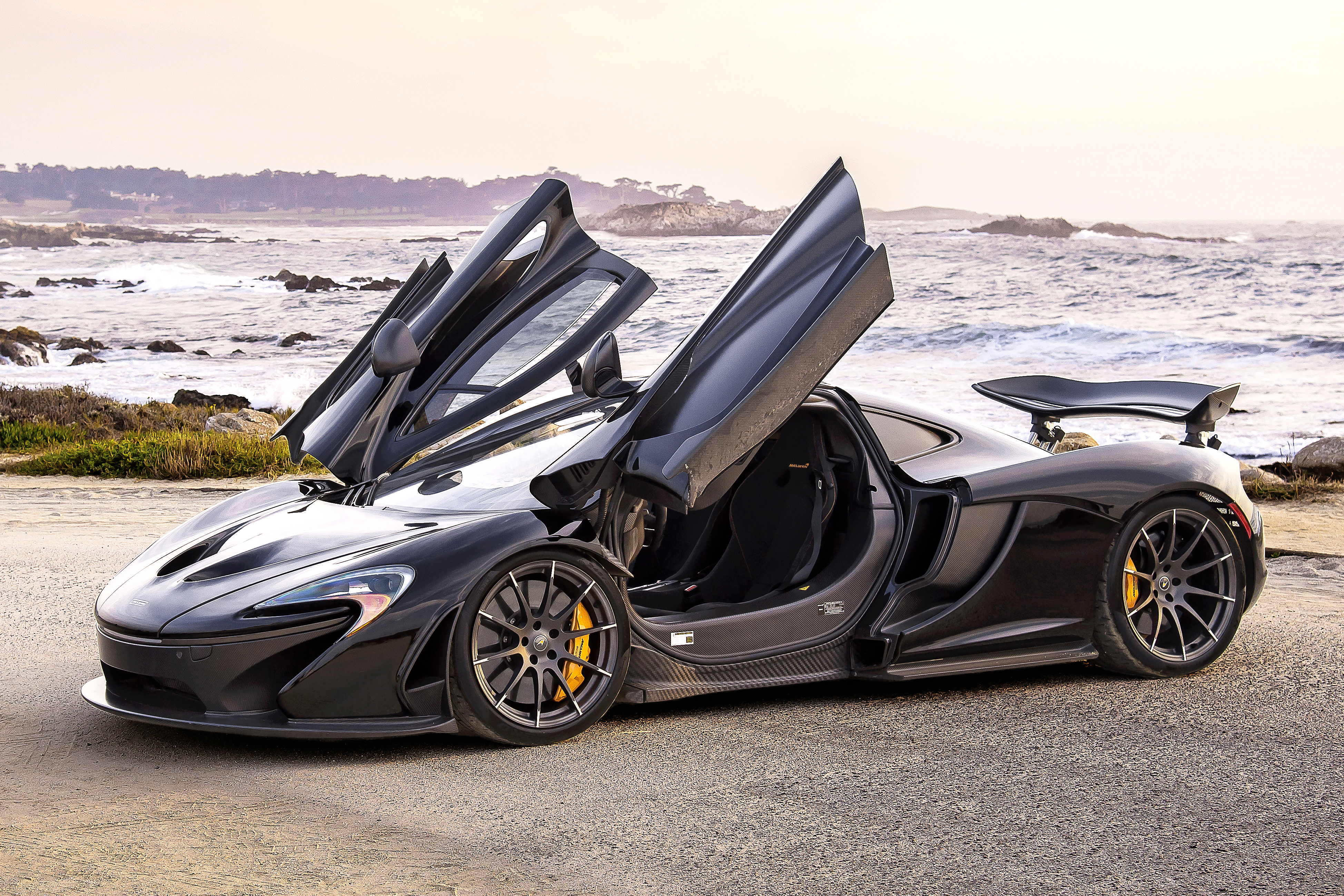
McLaren P1 - otwarte drzwi

Samochód został zaprezentowany w 2012 roku na Paris Motor Show. Waży około 1300 kg i zbliżony jest pod tym względem do McLarena MP4-12C. Będzie wyposażony w silnik V8 o mocy 727 KM przy 7500 obr./min. Moment obrotowy ma wynieść 719 Nm przy 4000 obr./min. Oprócz silnika benzynowego zostanie dodany silnik elektryczny. Generuje on 176 KM i 260 Nm momentu obrotowego. Łączna moc wynosi 903 KM i daje moment obrotowy 979 Nm. Prędkość maksymalna została elektronicznie ograniczona do 350 km/h.
Wersja produkcyjna zaprezentowana w Międzynarodowym Salonie Samochodowym w Genewie 2013 miała zamontowany ogranicznik prędkości do 350 km/h. W wersji produkcyjnej zmieniono także wloty powietrza z przodu i z tyłu wozu. Aerodynamika nie została zmieniona. Oficjalna wersja ma zmieniony lakier z pomarańczowego na żółty. Wszystkie 375 sztuk tego modelu zostało już sprzedanych. We wrześniu 2013 roku odbyły się pierwsze dostawy samochodu do klientów. Ostatni z 375 sztuk został przekazany nabywcy w 2015 roku. 

### Stylistyka
Wewnątrz samochodu nie znajdzie się układ siedzeń z McLarena F1. W środku znajdzie się miejsce dla kierowcy i pasażera. Z tyłu umieszczono spoiler, który wysuwa się przy dużych prędkościach i poprawia aerodynamikę pojazdu. Pomaga on również przy hamowaniu ustawiając się pionowo i dając dodatkową siłę docisku. 
Zmiana biegów odbywa się za pomocą łopatek zamontowanych na kierownicy. Wyświetlacz na desce rozdzielczej jest elektroniczny. Wnętrze jest dosyć ubogie. Nie skorzystano ze skóry, ponieważ ważna była masa wozu. Użyto lekkich materiałów.

### Bezpieczeństwo i konstrukcja
McLaren P1 wykorzystuje projekt mid-engine. Jest to monocoque z włókna węglowego i struktury bezpieczeństwa dachu i klatki bezpieczeństwa zamontowanej we wnętrzu pojazdu o nazwie MonoCage.
Silnik to jednostka McLarena. Silnik McLaren M838T twin-turbo 3,8 l V8. W połączeniu z systemem odzyskiwania energii kinetycznej (KERS) auta ma moc 727 KM. W połączeniu z silnikiem elektrycznym auto ma w sumie 903 KM. Można także jeździć na samym silniku elektrycznym. Jego zasięg wynosi 20 kilometrów w prędkości maksymalnie 50 km/h.

## Dane techniczne

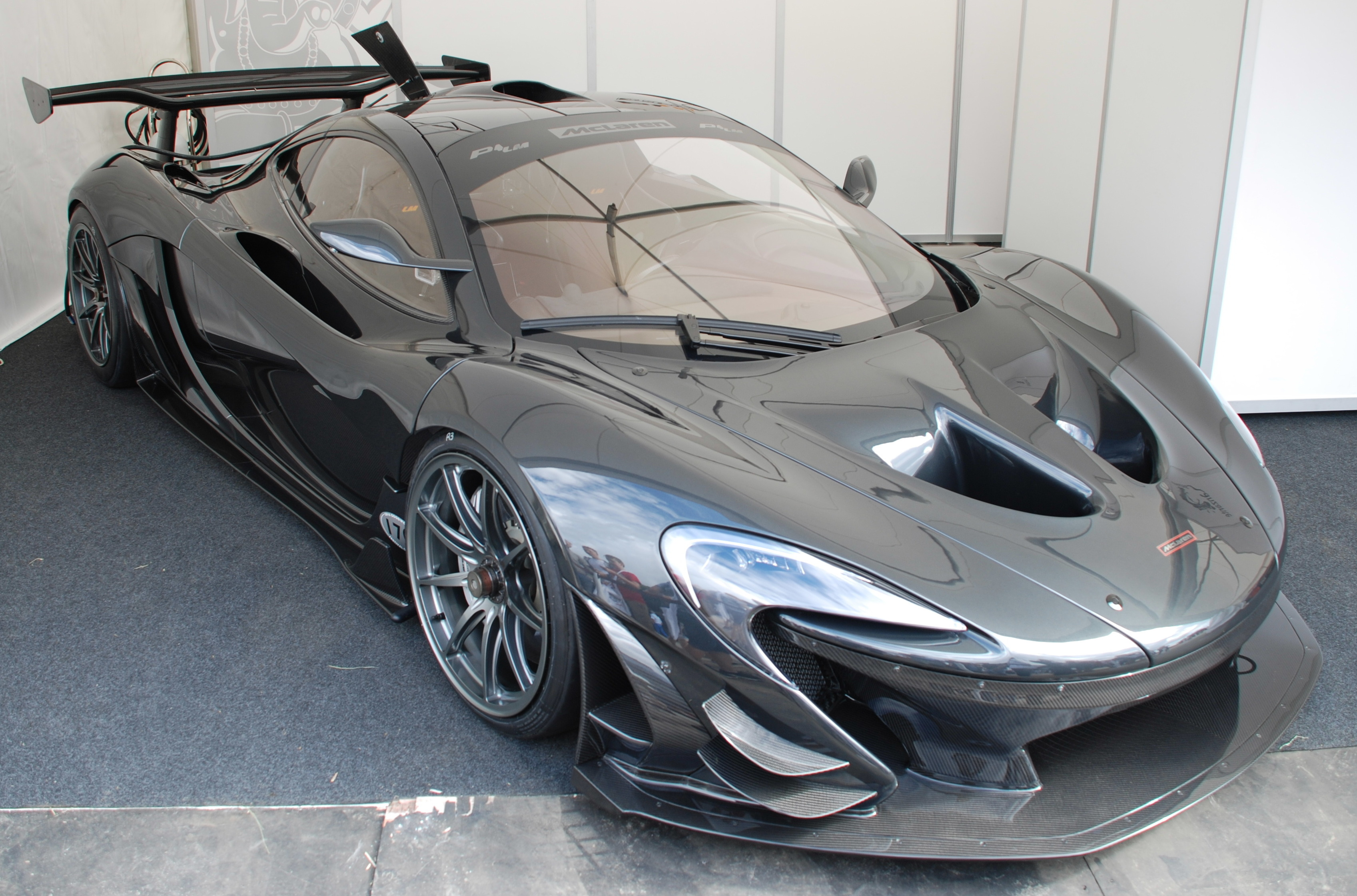
McLaren P1 LM

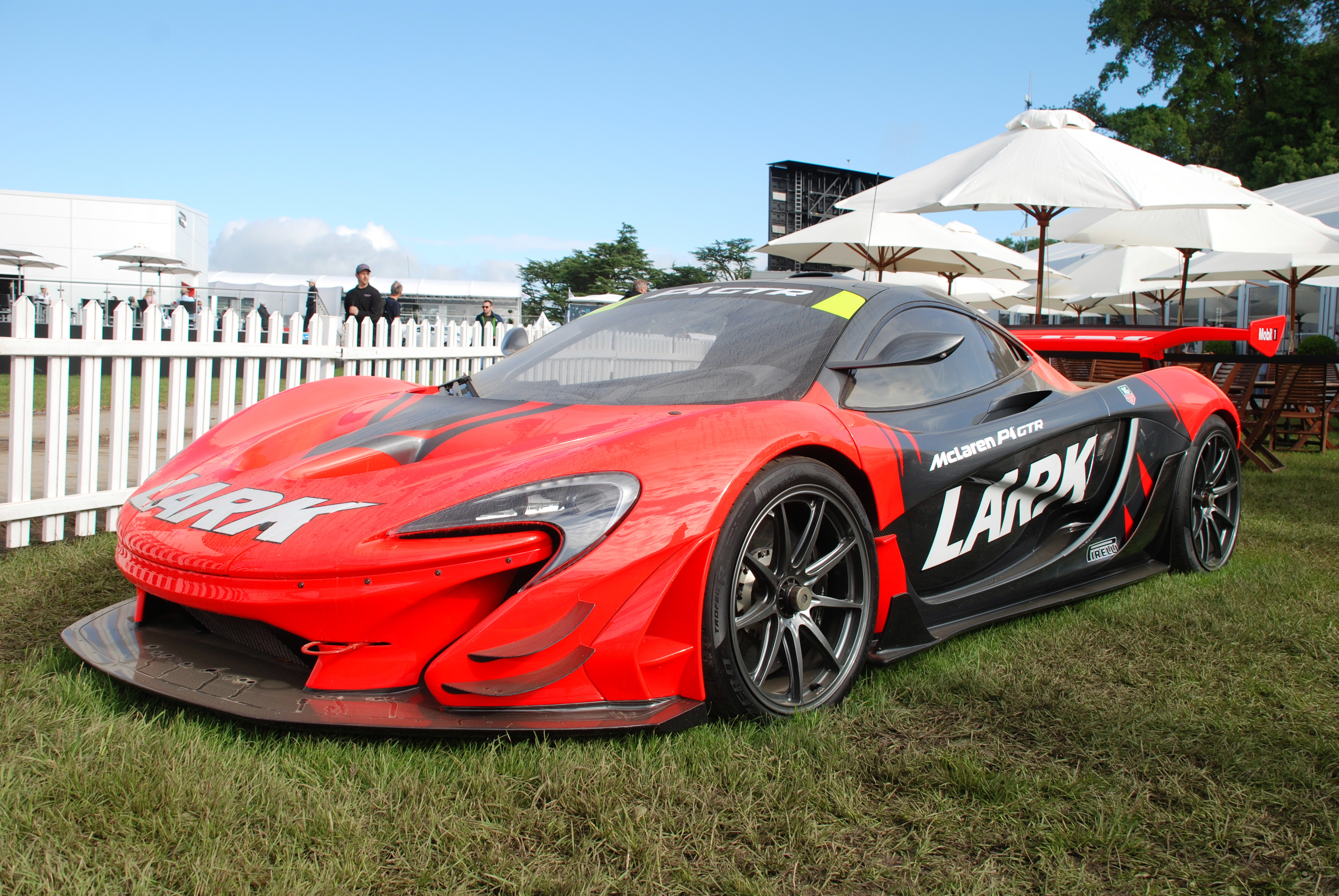
McLaren P1 GTR

### Układ napędowy
- Łączna moc: 903 KM
- Łączny moment obrotowy: 979 Nm
- przyspieszenie 0-100 km/h: 2,8 s / 0-200 km/h: 6,8 s / 0-300 km/h: 16,5 s
- prędkość maksymalna: 384 km/h (prototyp); 350 km/h ograniczona elektronicznie

Silnik spalinowy:
- V8 DOHC
- pojemność: 3799 cm³
- moc: 727 KM @ 7500 RPM
- moment obrotowy: 719 Nm @ 4000 RPM

Silnik elektryczny:
- moc: 176 KM
- moment obrotowy: 260 Nm
- zasięg: 20 km